# Франкенія припорошена
Франкенія припорошена (Frankenia pulverulenta) — вид гвоздикоцвітих рослин родини Frankeniaceae.

## Морфологія
Однорічна трав'яниста рослина 5–30 см заввишки зі сланкими розгалуженими, біло-пухнастими стеблами. Листя, близько половини сантиметра завдовжки й 1–2,5 мм завширшки, протилежні, довгастої форми. Верхня сторона голе або злегка запушені, нижня щільно запушена. Квітки дрібні, фіолетового чи рожево-фіолетового кольору, пелюстки 3,5–4,5 мм завдовжки. Плід являє собою капсулу, приблизно 2×1 мм, яка містить чорне насіння. Період цвітіння з квітня по червень.

## Поширення
Середземномор'я (переважно схід), Болгарія, Румунія, Росія (пд., степова частина до пд. Зх. Сибіру), Кавказ, Іран, Казахстан та Середня Азія, Китай (південний захід). Росте в північній та південній Африці. В Україні на крайньому півдні Степу (від гирла Дунаю до р. Молочної) та у Криму. Адм. регіони: Од, Зп, Хс, Дц, Кр. В основному росте на вологих піщаних ґрунтах. Вид введений повсюдно, в тому числі в Австралії та Америці.

## Вид в Україні
В Україні це рідкісний стенотопний вид на пн.-зх. межі ареалу, один з двох наявних в Україні видів родини Frankeniaceae, трапляється спорадично. Загрозами є зміни сольового та водного режиму, випасання худоби, освоєння територій. Зростає по берегах солоних водойм: вологі солончаки та солонці. Охороняється в Азово-Сиваському НПП. Заборонено порушення умов зростання, надмірний випас худоби, забудову територій.